# Урок литературы
«Урок литературы» — советская трагикомедия режиссёра Алексея Коренева, снятая на киностудии «Мосфильм» в 1968 году по мотивам рассказа Виктории Токаревой «День без вранья».

## Сюжет
Молодой учитель литературы (в рассказе он был учителем французского языка) не любит свою работу. Он чувствует, что должен что-то изменить в жизни. И однажды он решает говорить только правду: такое решение приводит к череде недопониманий в школе, а также — к разрыву с невестой.
Рассказ относительно короткий, потому в сценарии, для съёмок полнометражного фильма, появились дополнительные сюжетные линии. Так, эпизод с Колей Собакиным (в рассказе имевшим обычай в начале урока сидеть на верхней перекладине шведской стенки) развился в более длинную ветвь сюжета с Колиной бабушкой.
Учитель физики Игорь Раймондович (по прозвищу «Пони») в рассказе именовался Александром Александровичем; дети же звали его «Сандя».

Введены также журналистка Лена, писательница Анна Тюрина, родители нескольких учеников.

## В главной роли
- Евгений Стеблов —  Константин Михайлович, учитель литературы

## В ролях
| Актёр              | Роль                                                       |
| ------------------ | ---------------------------------------------------------- |
| Леонид Куравлёв    | Савелий Сидоров случайный знакомый Константина Михайловича |
| Инна Макарова      | Вера Петровна завуч, учительница французского языка        |
| Валентина Малявина | Нина Вронская невеста Константина Михайловича              |
| Евгений Леонов     | Павел Петрович Вронский отец Нины                          |
| Лариса Пашкова     | Марья Васильевна Вронская мать Нины                        |
| Любовь Добржанская | Анна Тюрина писательница                                   |
| Готлиб Ронинсон    | Игорь Раймондович (Пони) учитель физики                    |
| Виктория Фёдорова  | Лена журналистка, подруга Константина Михайловича          |
| Николай Парфёнов   | Пантелей Иванович завхоз школы                             |

Дети:
- Анатолий Линьков — Коля Собакин
- О. Семёнова
- В. Сысоев
- А. Петров
- С. Фросин
- Д. Трудко

### В эпизодах
| Актёр              | Роль                                |
| ------------------ | ----------------------------------- |
| Нина Агапова       | мать ученика                        |
| Родион Александров | отец Колтакова                      |
| Татьяна Гаврилова  | Гракина сослуживица Павла Петровича |
| Екатерина Мазурова | бабушка Коли Собакина               |
| Андрей Миронов     | Феликс внук Анны Тюриной            |
| Алина Покровская   | эпизод                              |
| Вера Попова        | тётя Паша                           |
| Светлана Старикова | официантка (нет в титрах)           |

## Съёмочная группа
- Автор сценария: Виктория Токарева
- Режиссёр-постановщик: Алексей Коренев
- Главный оператор: Владимир Мейбом
- Художник-постановщик: Савет Агоян[вд]
- Композитор: Эдуард Артемьев (в титрах — А. Артемьев)
- Звукооператор: О. Буркова
- Дирижёр: Эмин Хачатурян
- Художественный руководитель: Эльдар Рязанов
- Директор картины: Г. Лукин

## О фильме
- Сценарий картины по просьбе редактора объединения «Слово» Нины Скуйбиной дорабатывал Георгий Данелия, который хотел дать постановку только что освободившемуся тогда из мест заключения Александру Серому. Руководителями объединения «Слово» тогда были Александр Алов и Владимир Наумов, которые отказали Данелии, поскольку их товарищ Алексей Коренев тоже был без работы[источник не указан 2652 дня].
- Евгений Стеблов о съёмках в фильме говорит в своей книге воспоминаний:

За месяц до моей демобилизации на «Мосфильме» запустилась картина «Урок литературы» по рассказу Виктории Токаревой «День без вранья». Сценарий написал Георгий Николаевич Данелия вместе с Викой, но в титрах осталась только её фамилия. Данелия вроде бы сам собирался снимать, но планы его изменились, и режиссёром-постановщиком стал Алексей Александрович Коренев — отец Лены Кореневой, будущей кинозвезды. Главная роль учителя литературы писалась с прицелом на меня. Но я ещё состоял в солдатчинe и требовалось особое разрешение начальства.— Стеблов Е. «Против кого дружите?» (2005)
- Героиня Добржанской, писательница Анна Тюрина, цитирует стихотворение Роберта Бёрнса

Ты свистни — тебя не заставлю я ждать.

- Первоначально картина называлась так же, как и литературный источник — «День без вранья», но по требованию цензуры

«Что значит „День без вранья“? А в остальное время что, Советская власть врёт?»— Данелия Г. «Безбилетный пассажир», рассказ «Джентльмены удачи»
 название было изменено на «Урок литературы».